# 民俗記憶
民間伝承や神話とも呼ばれる民俗記憶、民族記憶（みんぞくきおく 英語：Folk memory）は、世代から世代へと口頭で受け継がれた過去の出来事。記憶によって記述された事件、事故、事象は、何百年、数千年、あるいは数万年前にさかのぼり、しばしば地域的な意味を持っている。その記憶は、地域、環境、気象等の物理的な特徴や、文化的伝統の背景を語り、特定の地域に伝わる地名の語源や由来を伝えている場合もある。

## 民俗記憶とされる例

### 出来事

#### ヨーロッパ
- さまざまな大洪水の神話は、おそらく紀元前5600年に起きた黒海盆地の洪水を反映しているとされる。
- フィンランドの国家叙事詩カレワラの火の起源は、おそらく4,000〜7,600年前にエストニアのカーリクレーターをもたらした隕石の衝突に起因するという説がある。

#### 日本
- 天岩戸神話は、248年9月5日に九州北部で観測された皆既日食に比定される場合がある（諸説あるうちの一例）[1]。

#### 北米
- 1700年のカスカディア地震に関連するとされるネイティブアメリカンと先住民グループの神話。
- 紀元前5700年に起きたマザマ山の噴火に関するクラマス・インディアンの神話。

#### オーストラリア
- 1606年、オーストラリアの海岸を見た最初のヨーロッパ人、ウィレム・ヤンスーンによるヨーク岬への着陸[2]。

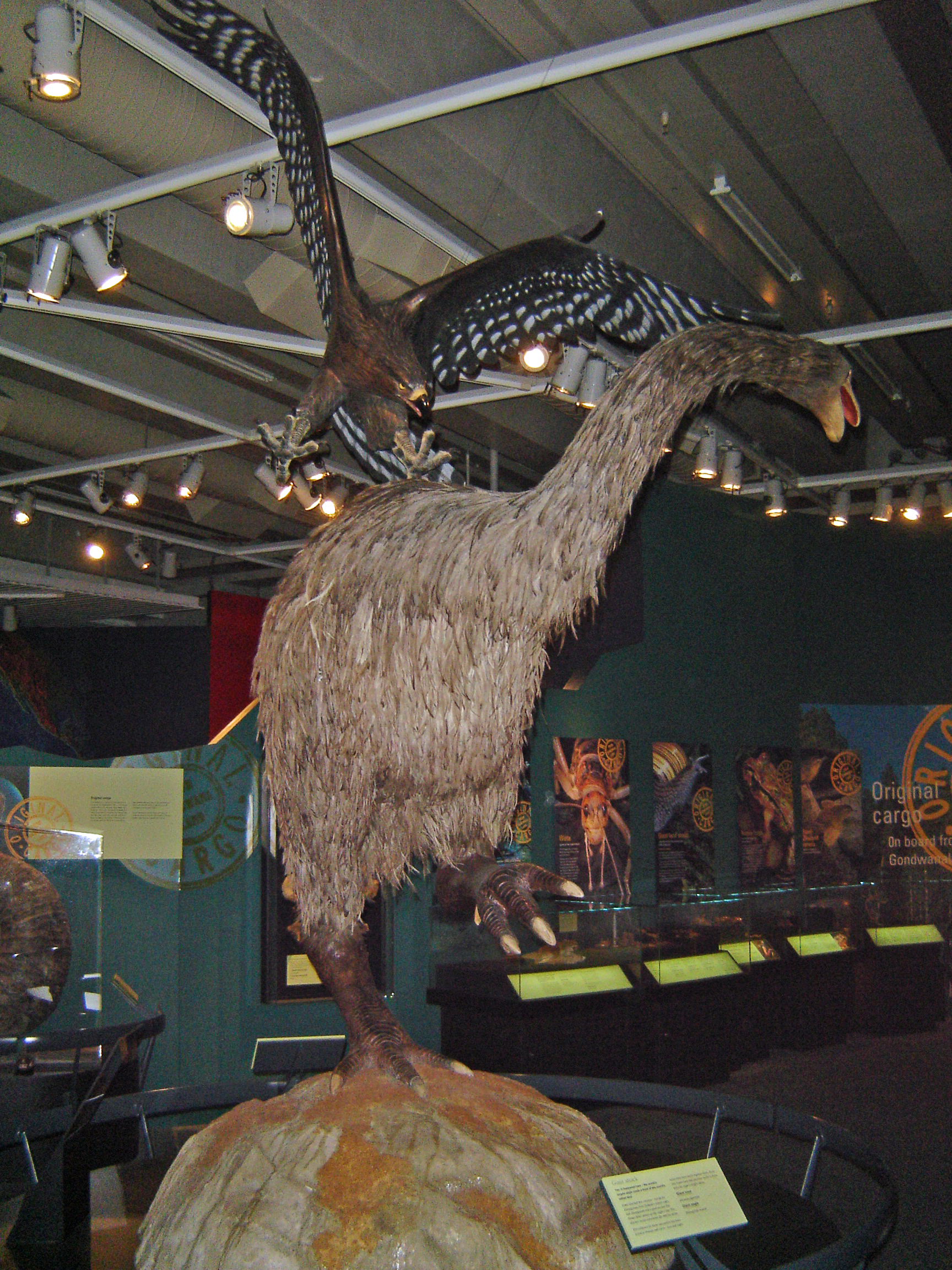
大きな爪でモアを攻撃するハーストイーグルのモデル。ハーストイーグルは、多くのマオリの伝説の主題であると考えられている

### 動物の種
ヨーロッパ
- ユニコーンなどの生き物を記述するユーラシア全体の伝説は、約5万年ほど前に絶滅したサイの一種であるエラスモテリウムに基づくといわれる場合がある。

#### 東南アジア
- フローレスの人々のエブ・ゴゴ神話は、おそらく紀元前1万年頃に絶滅したホモ・フローレシエンシスを表すと仮定される（ただしフローレス島民は、エブ・ゴゴが約400年前に生きていたと主張している）。

#### 北米
- イヌイットに伝わる毛むくじゃらの大きな生き物の図は、絶滅したケナガマンモスと考えられている。
- 数多くのネイティブアメリカンの部族の伝説は、ケナガマンモスを示すものとして解釈される。一例として、ブリティッシュコロンビア州北部のカスカ族の伝説を以下に挙げる。1917年、民族学者が彼らの伝統を記録した。「それは、古い時代にこの土地を歩き回った非常に大きな種類の生き物である。その特徴は白人男性が持つゾウの写真に似ていたとされる。巨大なサイズで、まさに象のような姿をしており、牙があり、毛むくじゃらだった。これらの動物はそれほど昔のことではなく、一般的に単独で見られたとされたが、いまでは数世代にわたって見られていない。ネイティブアメリカンは、まれに動物の骨に出くわす。この話の話者である彼と他の何人かは、数年前、肩甲骨らしき骨を見つけたと言っており、それはテーブルと同じくらい広い（約3フィート）。しかし、この動物は捕食する肉食であり、プロボシデスの記憶がクマやサーベルトゥースなどの他の巨大動物の記憶と混同されたことを示唆している。

#### 南米
- ブラジルのビッグフットとも呼ばれる伝説の生物マピングアリの伝説は、約1万年前に絶滅したメガテリウムの民俗記憶ではないかという説。

#### オーストラリア、オセアニア
- ポウアカイ、ホキオイ、またはハカワイとしてさまざまに知られている人食い鳥のマオリの伝説は、約600年前にモアで絶滅した巨大な捕食鳥であるハーストイーグルのことであると一般的に信じられている。しかしホキオイとハカワイを絶滅したコエノコリファのスナイプと関連付ける反対の主張もある。
- オーストラリアのアボリジニ神話に伝わるバニップの伝説は、ZygomaturusやPalorchestesなどの絶滅した有袋類の巨大動物と関連する。化石が発見されている場合、一部のアボリジニの人々はその化石はバニップのものであると主張する。
- ビクトリア州西部のアボリジニの間に伝わるmihirung paringmalの説明は、絶滅した巨大な鳥であるDromornithidaeに対応するとされる。
- 西オーストラリアのパースに伝わるヌーンガーアボリジニの物語は、絶滅した巨大トカゲ、メガラニアを指すという解釈がある。

歴史研究のうえでは一般的なことであるが、上記に示された例と、歴史的なつながりを示す根拠は乏しい、または不完全であり正確とは言い難い。根拠とされる証拠の断片を、恣意的に受け取り都合よく解釈されている可能性もある。現存する伝承等の検証可能性を論ずるよりも、証拠と証拠の空白を埋めるために、より多くの推測に頼らざるを得ない面があることに注意が必要である。

## 参照
1. ↑  “古代史サイエンス：「天の岩戸」の日食はあったのか？ --- 金澤 正由樹”.   株式会社アゴラ研究所. 2023年10月23日閲覧。
2. ↑  『The Cape York Aluminium Companies and the Native Peoples. Vol. 3.』、35–36頁。ISBN 0-9598588-4-9。